# Chaenopsis stephensi
Chaenopsis stephensi is een straalvinnige vissensoort uit de familie van snoekslijmvissen (Chaenopsidae). De wetenschappelijke naam van de soort is voor het eerst geldig gepubliceerd in 1965 door Robins & Randall.